# Curt Hjelm
Curt Einar Hjelm, född 3 november 1913 i Skedevi, död 5 oktober 1988 i Norrköping, var en svensk fotbollsspelare som säsongen 1937/38 blev allsvensk skyttekung när hans IK Sleipner blev svenska mästare.
Curt Hjelm är gravsatt i minneslunden på Östra Eneby kyrkogård i Norrköping.

## Karriär
Säsongen 1937/38 gjorde Hjelm 13 mål för sitt IK Sleipner, vilket gjorde honom till vinnare av skytteligan och bidrog till att hans klubb för första gången i historien kunde titulera sig svenska mästare. Under 1939 fick Hjelm göra landslagsdebut. På de två landskamper han fick spela gjorde han två mål; båda i Sveriges 7–0-vinst över Litauen i Karlstad i juni 1939.

## Meriter

### I klubblag
IK Sleipner
- Svensk mästare (1): 1937/38

### I landslag
Sverige
- 2 landskamper, 2 mål

### Individuellt
- Skyttekung i Allsvenskan 1937/38, 13 mål